# Sokehs Municipality
Sokehs Municipality är en kommun i Mikronesiska federationen.   Den ligger i delstaten Pohnpei, i den centrala delen av landet, 2 km väster om huvudstaden Palikir. Antalet invånare är 6 444.
Följande samhällen finns i Sokehs Municipality:
- Palikir